# Bardusch
Bardusch ist eine 1871 gegründete Unternehmensgruppe im Bereich der Textilpflege und -vermietung mit Sitz im baden-württembergischen Ettlingen. Gesellschafter sind Carl-Matthias Bardusch und Christina Bardusch-Haupt, Nachfahren der Gründerin. Muttergesellschaft der Bardusch-Gruppe ist die Bardusch Beteiligungen GmbH & Co. KG.

## Geschichte
Caroline Bardusch begann 1871, die Uniformen preußischer Offizieranwärter der Ettlinger Militärschule mit Wasser aus der Alb zu waschen. Innerhalb kurzer Zeit zählte sie auch Privatleute, Gaststätten und Hotels zu ihren Kunden. Nach dem Zweiten Weltkrieg konzentrierte sich die Familie Bardusch auf die Pflege und Vermietung von Berufsbekleidung. 1950 stellte das Unternehmen sein Angebot auf die Vollversorgung mit Textilien um, Mercedes-Benz wurde der erste große Industrie-Kunde. Weitere Kunden sind L’Oréal, Dr. Oetker und das Deutsche Rote Kreuz. Seit 1958 versorgt das Unternehmen auch Handtuchspender mit Stoffhandtuchrollen im Mehrwegsystem. 1965 wurde die Produktpalette des Mietdienstes um spezialimprägnierte Schmutzfangmatten, Putztücher und Wischmopps erweitert. Den Textilservice für Krankenhäuser nahm das Unternehmen 1971 in sein Leistungsangebot auf.
In den darauffolgenden Jahren wuchs das Unternehmen national und international. Unter der Leitung von Carl-Fritz Bardusch († 2011), der das Unternehmen seit 1970 führte, entstanden Niederlassungen und Tochterunternehmen in Deutschland, der Schweiz, Frankreich, Spanien, Ungarn, Slowakei, Polen (Prudnik) und Brasilien. Für sein unternehmerisches und kulturelles Engagement wurde Carl-Fritz Bardusch 2010 mit dem Bundesverdienstkreuz am Bande ausgezeichnet. Mitte der 1990er führte Bardusch ein Umweltmanagementsystem nach EG-Verordnung 1836/93 ein, später nach ISO 14001 weiterentwickelt. Heute gehören 28 Betriebe in Deutschland, Frankreich, Polen, Schweiz, Spanien und Ungarn zu Bardusch.
Schwerpunkt von Bardusch ist die Wäsche, Vermietung, Reparatur und Herstellung von Berufsbekleidung und Schutzkleidung, sowie die Vermietung steriler Krankenhaus-Textilen und Spezialkleidung für den Reinraumbereich.

## Konzernstruktur
Unter dem Dach der Bardusch Beteiligungen GmbH & Co. KG operieren die Bardusch GmbH & Co KG, die wesentliche Teile des operativen Geschäfts in Deutschland verantwortet, und die BI Bardusch Holding GmbH, in der deutsche und ausländische Beteiligungen gebündelt sind. Auslandsgesellschaften bestehen in den USA, Spanien, Frankreich, Ungarn, Polen, Brasilien und der Schweiz.

## Auszeichnungen
- 1995: Umweltpreis des Landes Baden-Württemberg, Kategorie Dienstleistung[12]
- 2008: Dienstleister des Jahres, Sparte „Beispielhafte Dienstleistungsinnovation“ vom Wirtschaftsministerium Baden-Württemberg[13]